# Durchdringung von fünf Tetraedern

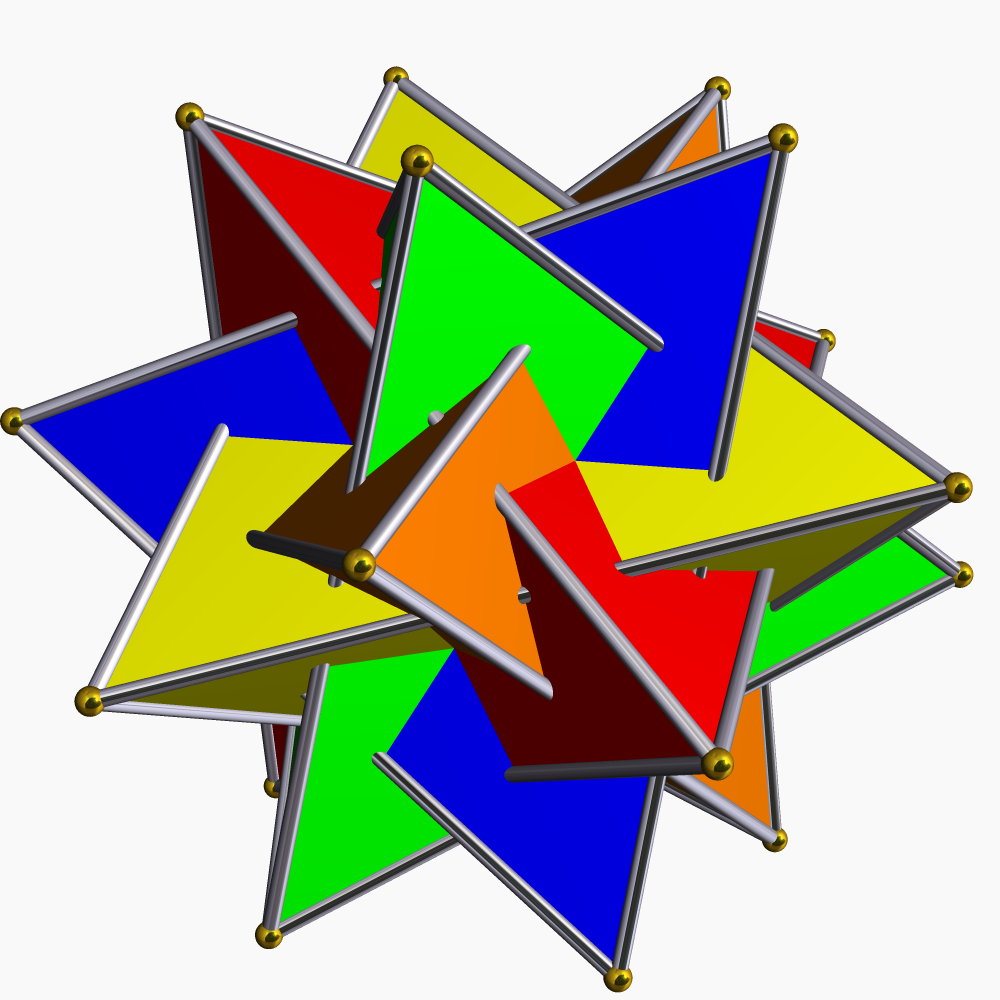
Komposit aus fünf Tetraedern, die im Dodekaeder zu finden sind

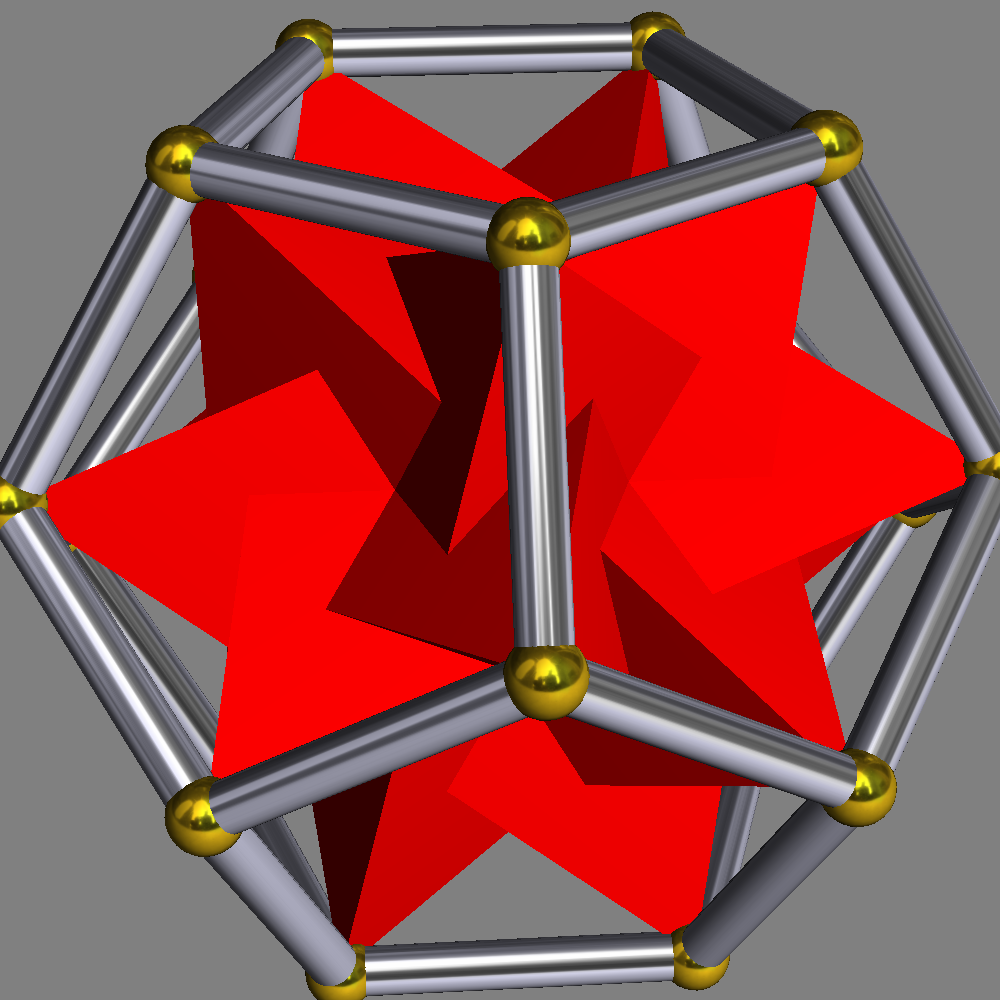
Jeweils fünf Tetraeder bilden einen Sternkörper, dessen »Zacken« den 20 Ecken des Dodekaeders entsprechen.

Die Durchdringung von fünf Tetraedern stellt einen Sternkörper dar, der aus einer geeigneten Zusammenstellung von fünf Tetraedern, die im Dodekaeder zu finden sind, entsteht.
Dieses Polyeder wurde erstmals 1876 von dem deutschen Mathematiker Edmund Hess (1843–1903) beschrieben.
Der konvexe Hüllkörper ist das Dodekaeder.
Es gibt zwei zueinander spiegelbildliche Versionen dieses Körpers.

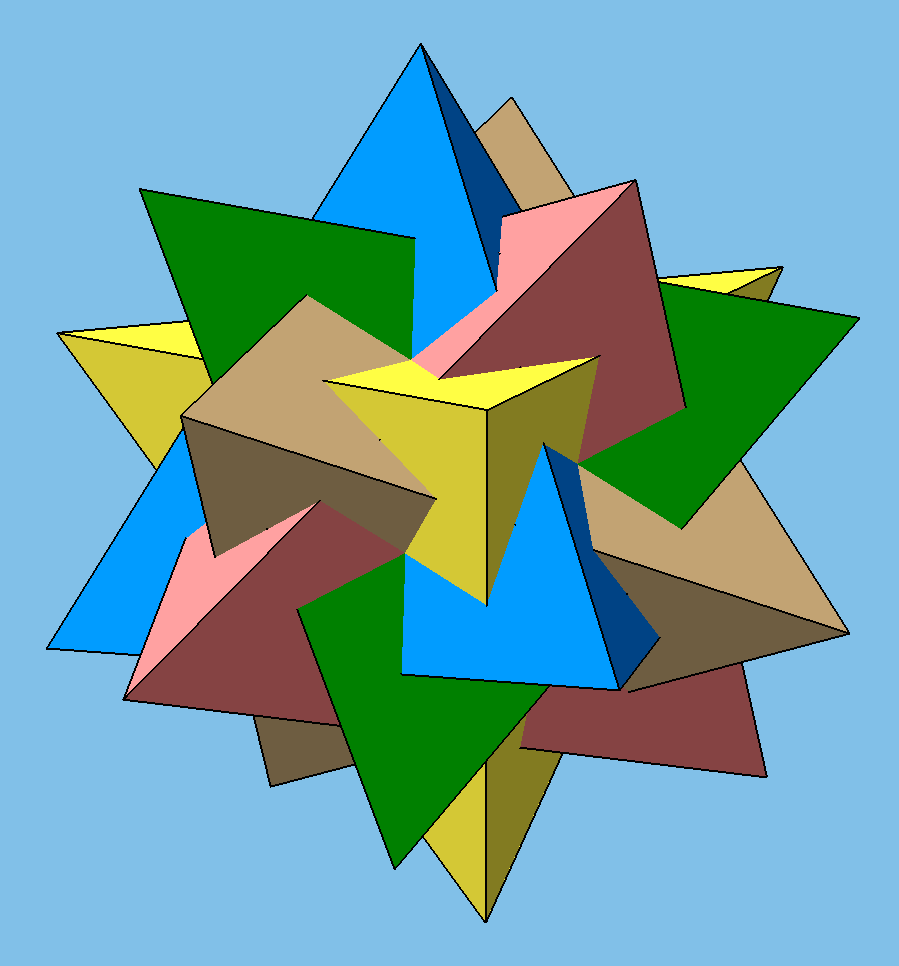
Linkshändige Version
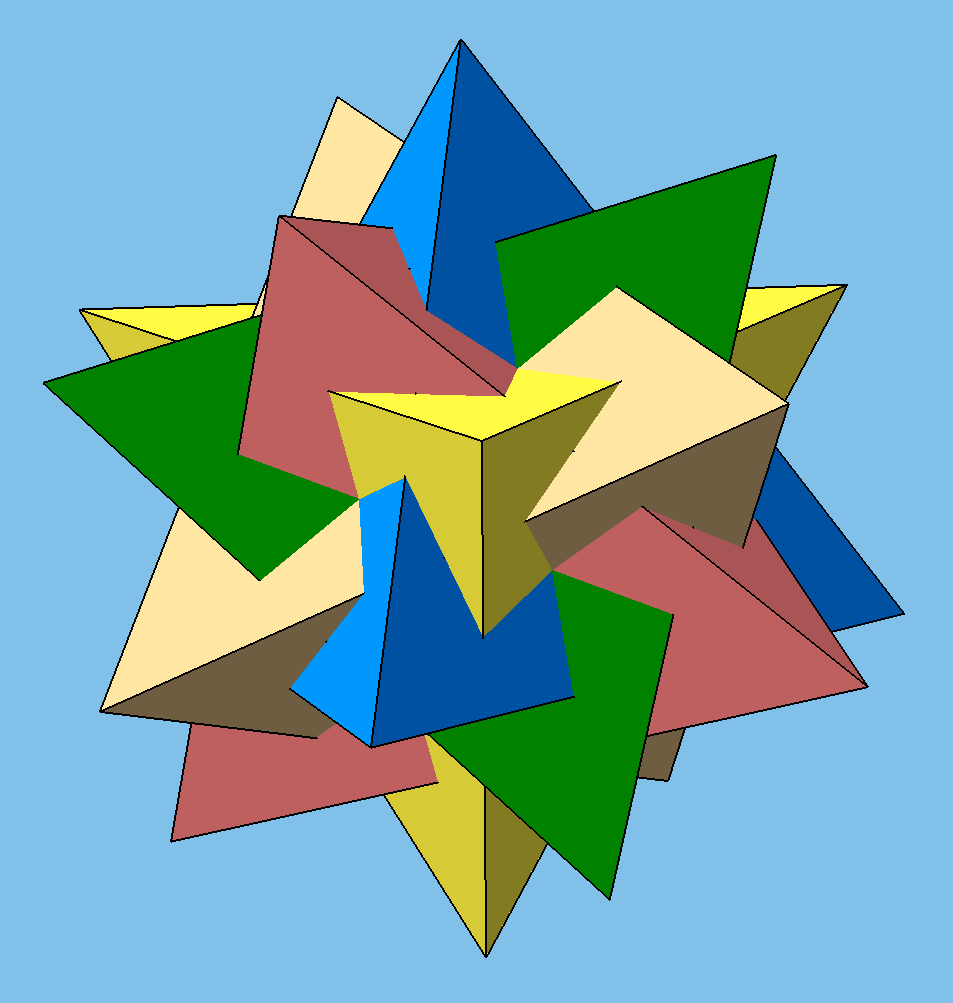
Rechtshändige Version